# Associatie van scherpe zegge
De associatie van scherpe zegge (Caricetum gracilis) is een associatie uit het verbond van scherpe zegge (Caricion gracilis). De associatie omvat van nature soortenarme verlandingsgemeenschappen.

## Naamgeving en codering
| Caricetum acutae Almq. 1929                          |
| Caricetum acuto-vesicariae (W.Koch 1926) Westh. 1949 |

- Syntaxoncode voor Nederland (rVvN): r08Bc02
- BWK-karteringscode: mc

De wetenschappelijke naam Caricetum gracilis is afgeleid van een synoniem van de botanische naam van scherpe zegge (Carex acuta; syn. Carex gracilis).

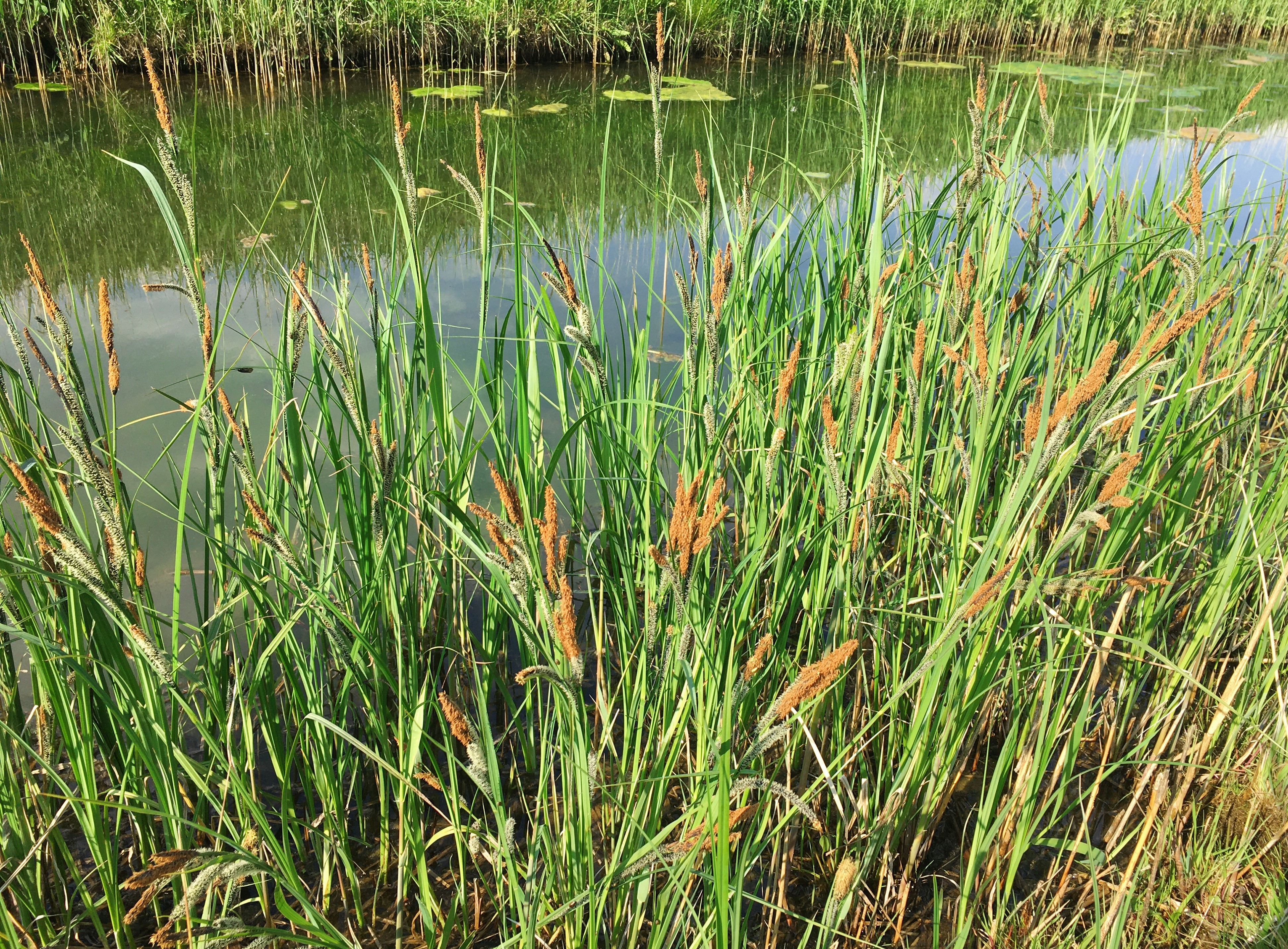
Close-up van een voorjaarsaspect met de naamgevende soort scherpe zegge in bloei.

## Fysiognomie
Het vegetatieaspect van de associatie van scherpe zegge wordt vooral bepaald door de naamgevende soort scherpe zegge, die in deze associatie de hoogste bedekking en abundantie bereikt. De lange, smalle bladeren van scherpe zegge zijn al bij weinig wind zeer beweeglijk, waardoor de associatie soms al van een afstand opvalt. Relatief vaak wordt het vegetatieaspect in de zomer ook mede bepaald door de opvallende bloeiwijzen van grote kattenstaart en/of grote wederik.

## Ecologie
De associatie van scherpe zegge is gebonden aan eutrofe tot meso-eutrofe, basenrijke standplaatsen binnen het overstromingsbereik van stilstaande of langzaam stromende wateren. De associatie prefereert minerale gronden waarop slib wordt afgezet maar kan daarnaast ook op veenpakketten worden aangetroffen.

## Subassociaties in Nederland en Vlaanderen
Binnen de associatie van scherpe zegge worden in Nederland en Vlaanderen twee subassociaties onderscheiden.

### Typische subassociatie
De typische subassociatie (Caricetum gracilis typicum) omvat uitgesproken eutrafente scherpe zeggevegetatie. Deze subassociatie is vooral te vinden langs grote rivieren en in het stedelijk gebied. Veenwortel, moeraskruiskruid en gele waterkers kennen binnen de associatie een optimum in deze subassociatie. Liesgras is een constante soort. De Nederlandse syntaxoncode (conform de rVvN) voor deze subassociatie is r08Bc02a.

### Subassociatie met wateraardbei
Een subassociatie met wateraardbei (Caricetum gracilis comaretosum) omvat meso-eutrafente scherpe zeggevegetatie die hoofdzakelijk kan worden aangetroffen in laagveengebieden en beekdalen. Differentiërende soorten zijn wateraardbei, zeegroene muur, egelboterbloem, waterdrieblad en hennegras. Constante soorten zijn gewone dotterbloem en grote kattenstaart. De Nederlandse syntaxoncode (conform de rVvN) voor deze subassociatie is r08Bc02b.

## Vegetatiezonering

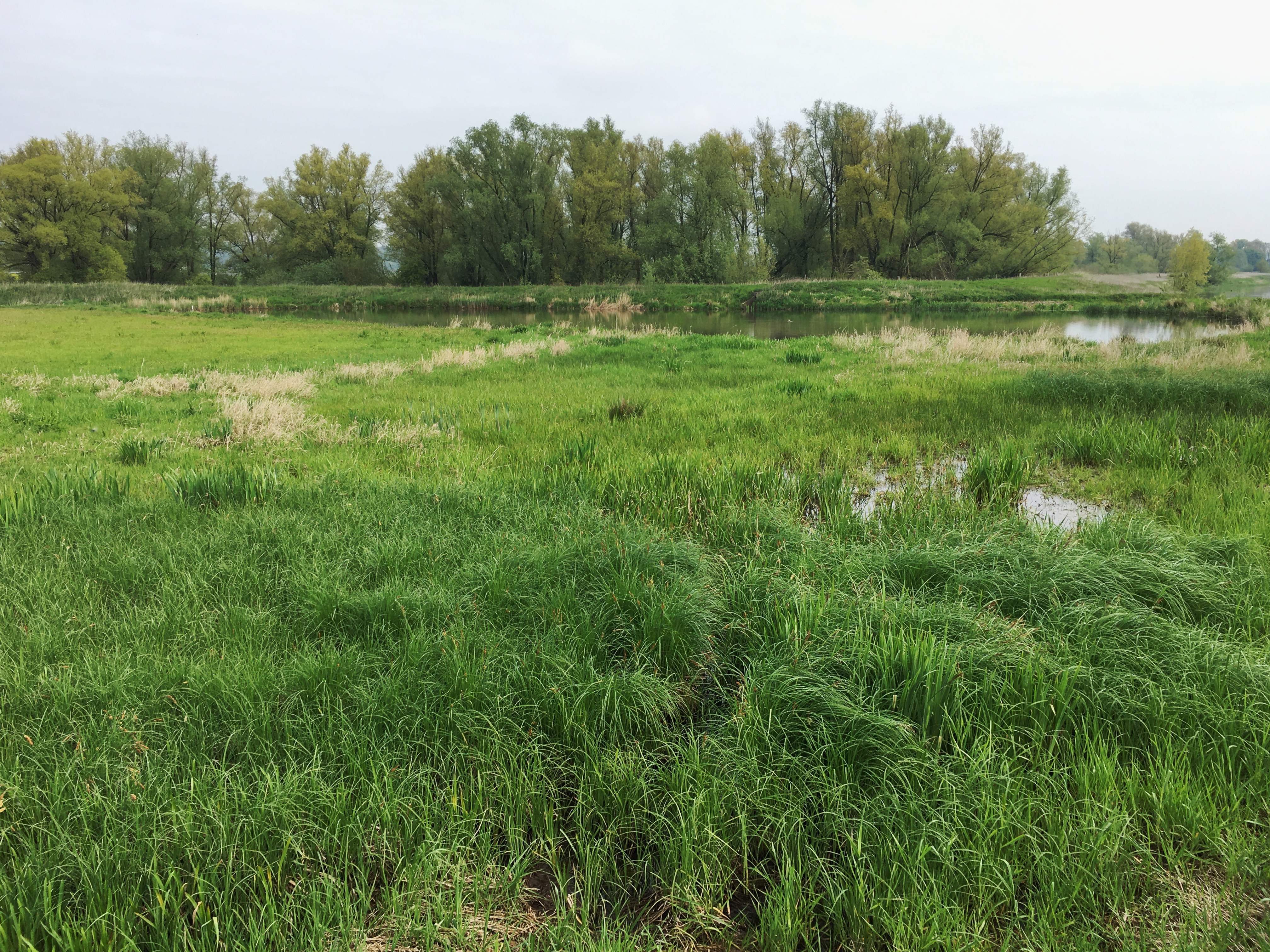
De associatie van scherpe zegge in contact met andere Phragmitetea

In de vegetatiezonering vormt de associatie van scherpe zegge doorgaans contactgemeenschappen met andere gemeenschappen uit de riet-klasse of uit de klasse van natte strooiselruigten.
In de uiterwaarden vormt de associatie vaak de ondergrens van de overblijvende oevervegetatie. Aan de bovenzijde gaat de associatie vaak over in rompgemeenschappen met rietgras.

## Verspreiding
Het verspreidingsgebied van de associatie van scherpe zegge omvat ruwweg het Atlasgebergte, West-Azië, Noord-Azië en het heuvel- en laagland van nagenoeg heel Europa.
In Nederland en Vlaanderen is de associatie van scherpe zegge een algemeen voorkomend vegetatietype in alle floradistricten.

## Fotogalerij

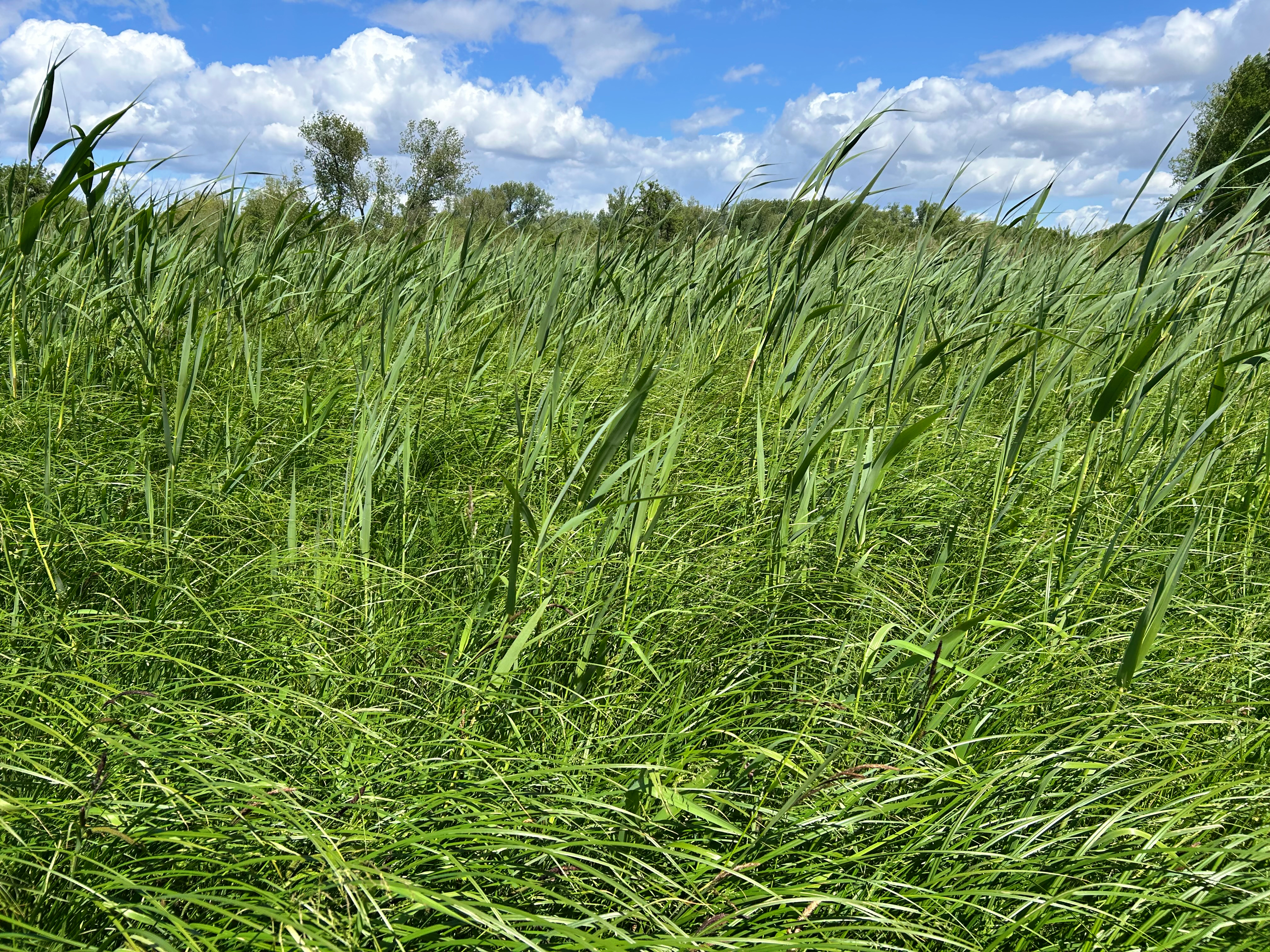
Een vorm van de associatie met een bovenste laag van echt riet
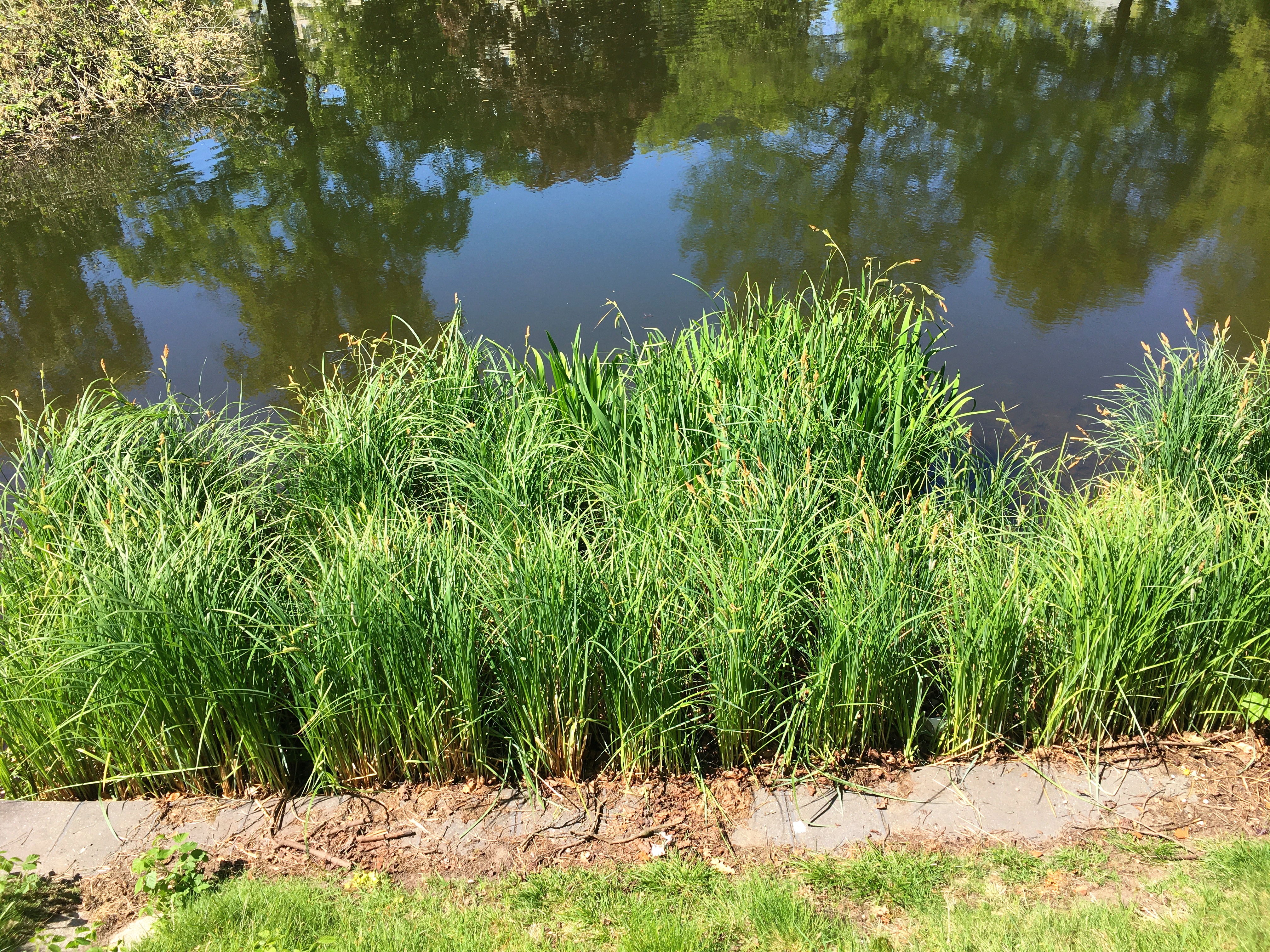
Vestiging van de associatie in een vijver
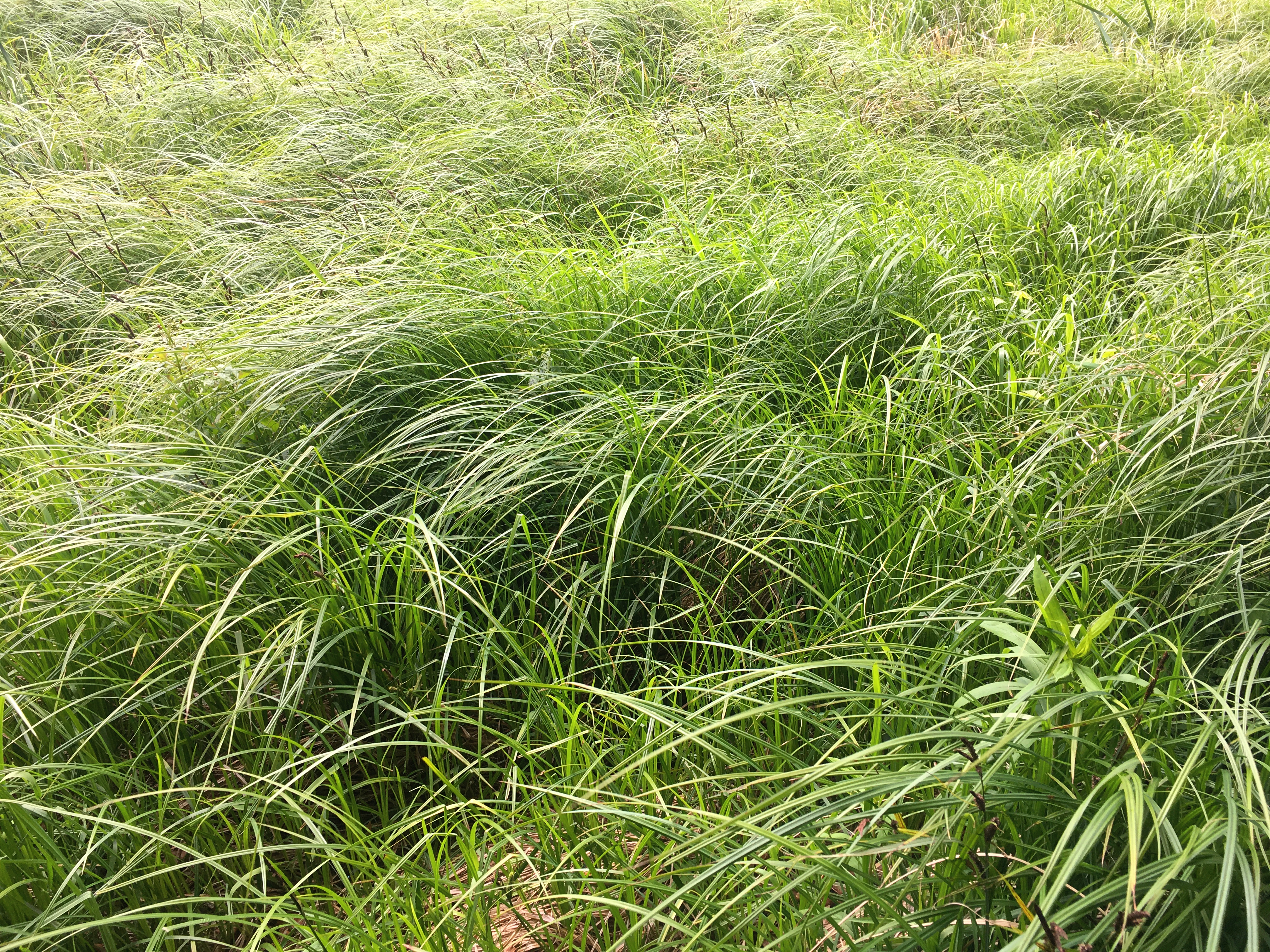
Een voorjaarsaspect van de typische subassociatie